# منارا جاکارتا در کیمایوران
منارا جاکارتا در کیمایوران (به لاتین: Menara Jakarta at Kemayoran) یک ساختمان در اندونزی است که در Jl. Pekan Raya, Kemayoran, Jakarta, Indonesia واقع شده‌است.